# Lucrecia Panchano
Lucrecia Panchano (ca. 1940) es una maestra no titulada y poeta costumbrista colombiana, nacida en Guapi, Cauca. Es considerada, además, como una historiadora de la Región Pacífica colombiana, por el contenido de sus poesías, que narran las tradiciones culturales de la población afrodescendiente de esa región.

## Biografía
Lucrecia fue criada por su abuela materna, con su madre no tuvo contacto durante su infancia ni su adolescencia. Cursó sus estudios primarios en la Escuela Inmaculada Concepción, de Guapi; a la edad de trece años, mientras cursaba primero de bachillerato, fue nombrada maestra rural y enviada a trabajar con la comunidad Emberá, a quienes debía enseñar a leer, en este cargo se desempeñó por aproximadamente seis años. 
En 1954 emigra al departamento de Valle del Cauca, en el que aún reside; en 1960 es contratada en Buenaventura por la empresa Puertos de Colombia como operadora de comunicaciones.
En 1965, motivada por monseñor Gerardo Valencia Cano, inicia su actividad literaria publicando versos en el periódico El Puerto. En 1970 obtiene el primer lugar en un concurso sobre costumbres de la Región Pacífica colombiana, en el cual presenta un trabajo acerca de La vida de los cholos, que es publicado por Puertos de Colombia. Continúa escribiendo crónicas y poesías para diferentes periódicos y revistas de Cali y Buenaventura.
En 2004 publica su primer libro titulado Resonancias de un churo, por el cual obtiene menciones honoríficas de la Contraloría Municipal de Cali y de la Universidad del Valle; fue invitada por el presidente José Luis Rodríguez Zapatero a lanzar su libro en España, donde se realizó un evento exclusivo para la población afrodescendiente en la sede del Partido Socialista Obrero Español (PSOE).
En 2007 pública Ecos de mi litoral, por el cual recibe la Medalla al Mérito en Poesía: Helcías Martán Góngora de la Fundación Colonia Bonaverence y la Palma de Oro al Mérito Herencia Ancestral de la Fundación Ancestros.
En 2010 publica su más reciente libro Hurgando en mis ancestros, dirigido especialmente a niños y niñas, a quienes por medio de rondas, cuentos y poemas busca transmitir parte de las tradiciones afrodescendientes. 
En su poesía deja ver su oposición al racismo y a la guerra, las luchas del pueblo afrodescendiente, la historia de la cultura del pacífico y sus propios sentimientos y vivencias. Actualmente reside en Cali en compañía de su esposo, sus hijos y sus nietos.